# Elektronvolt
Elektronvolt är en energienhet med beteckningen eV, som används som enhet för små energier.
En (1) eV definieras som den energi som åtgår för att flytta en elektron, vars laddning är elementarladdningen e (cirka 1,60218·10-19 coulomb) över en potentialskillnad på en (1) volt:
{\displaystyle 1\mathrm {eV} \approx 1,60218\cdot 10^{-19}\mathrm {J} } (joule).
Rörelseenergin hos en elektron är direkt proportionell mot accelerationsspänningen: En accelerationsspänning på 2 000 V ger exempelvis elektronen den kinetiska energin 2 000 eV.
Termisk energi ges av Boltzmanns konstant multiplicerat med den absoluta temperaturen. Vid rumstemperatur (300 kelvin) är det ungefär 0,025 eV.
Fotonenergi ges av Plancks konstant multiplicerat med ljusets frekvens. För grönt ljus (som har våglängden 500 nanometer) är det ungefär 2,5 eV.
Bindningsenergin av en väteatom är 1 Rydberg = 13,6 eV.

## Massa
Inom partikelfysik används elektronvolt även som enhet för massa, eftersom massa och energi är nära sammanbundet genom sambandet E = mc2, där m är partikelns massa och c ljusets hastighet i vakuum. 1 eV/c² massa är 1,783 · 10-36 kg.
Vilomassan för en elektron är cirka 0,511 MeV. Neutronen (939,6 MeV) och protonen (938,3 MeV) är i runda tal 2 000 gånger tyngre än elektronen.